# خطط السلام المقترحة قبل وأثناء الحرب البوسنية
خطط السلام المقترحة قبل وأثناء الحرب البوسنية هي مقترحات لإحلال السلام في البوسنة قدمت خلال التسعينات؛ حيث اقترح دبلوماسيو الجماعة الأوروبية والأمم المتحدة أربع خطط سلام دولية رئيسية قبل الحرب البوسنية وأثناءها قبل تسوية النزاع بموجب اتفاق دايتون في عام 1995.

## خلفية عن الحرب
استمرت الحرب البوسنية من عام 1992 إلى عام 1995 كانت تدور بين أعراقها الرئيسية الثلاثة البوسنيين والكروات والصرب، وفي حين سعت التعددية البوسنية إلى إقامة دولة قومية للبوسنيين فقط، أنشأ الكروات مجتمعا مستقلًا ذاتيًا يعمل بصورة مستقلة عن حكم وسط البوسنة، وأعلن الصرب استقلال المنطقتين الشرقية والشمالية للمنطقة بالنسبة للسكان الصرب.
وقد اقترحت جميع خطط السلام بهدف ملاحظة البوسنة والهرسك كدولة ذات سيادة كاملة فيما يتعلق بسلامتها الإقليمية (كما كان الحال في يوغوسلافيا بوصفها جمهورية البوسنة والهرسك الاشتراكية) وبدون اختلال من حيث زيادة تفويض السلطة ومنح الاستقلال لأي مجتمع أو منطقة.

## خطة كارينغتون -كويتيليرو
إن خطة السلام الأصلية بين كارينغتون وكوتيليرو، التي سميت على اسم كاتبها اللورد كارينغتون والسفير البرتغالي خوسيه كوتيليرو، جاءت نتيجة لمؤتمر السلام الذي عقدته الجماعة الأوروبية في شباط/فبراير 1992 في محاولة لمنع انزلاق البوسنة والهرسك إلى الحرب، وأشير إليه أيضًا بإتفاق لشبونة (اللاتيني الصربي -الكرواتي: ليزابونسكي سبورازوم)، واقترح تقاسم السلطة الإثنية على جميع المستويات الإدارية وتفويض السلطة إلى المجتمعات الإثنية المحلية. غير أن جميع مقاطعات البوسنة والهرسك ستصنف في إطار الخطة بوصفها مقاطعات بوسنية أو صربية أو كرواتية حتى في الحالات التي لا تظهر فيها أغلبية عرقية. وفي مفاوضات لاحقة كانت هناك تسويات بشأن تغيير حدود المقاطعاته، وفي 3 آذار/مارس 1992، أُعلن استقلال البوسنة والهرسك بعد إستفتاء أجري قبل ذلك بأيام في 29 شباط/فبراير و 1 آذار/مارس.
وفي 11 آذار/مارس 1992 رفضت جمعية الشعب الصربي في جمهورية صربسكا (البرلمان الذي نصَّب نفسه برلمان صرب البوسنة) بالإجماع خطة السلام الأصلية، ووضعت خريطة خاصة بها إستحقت ما يقرب من ثلثي أراضي البوسنة، مع سلسلة من المدن المقسمة عرقيًا والجيوب المعزولة، تاركة للكروات والبوسنيين قطاعا مفككًا من الأرض في وسط الجمهورية؛ ولكن تلك الخطة رفضت من قبل (كوتيليرو)، غير أنه طرح مشروعًا منقحًا للوثيقة الأصلية ينص على أن الوحدات الثلاث المكونة للوثيقة «ستستند إلى المبادئ الوطنية وتأخذ في الاعتبار  المعايير الاقتصادية والجغرافية وغيرها من المعايير»
وفي 18 آذار/مارس 1992 وقعت الأطراف الثلاثة جميعها الاتفاق علي عزت بيغوفيتش من أجل البوسنيين، ورادوفان كراديتش من أجل صرب البوسنة وزميله بوبان من أجل كروات البوسنة، وفي 28 آذار/مارس 1992 وبعد اجتماع عزت بيغوفيتش سفير الولايات المتحدة في يوغوسلافيا في سراييفو، سحب توقيعه وأعلن معارضته لأي تقسيم للبوسنة.

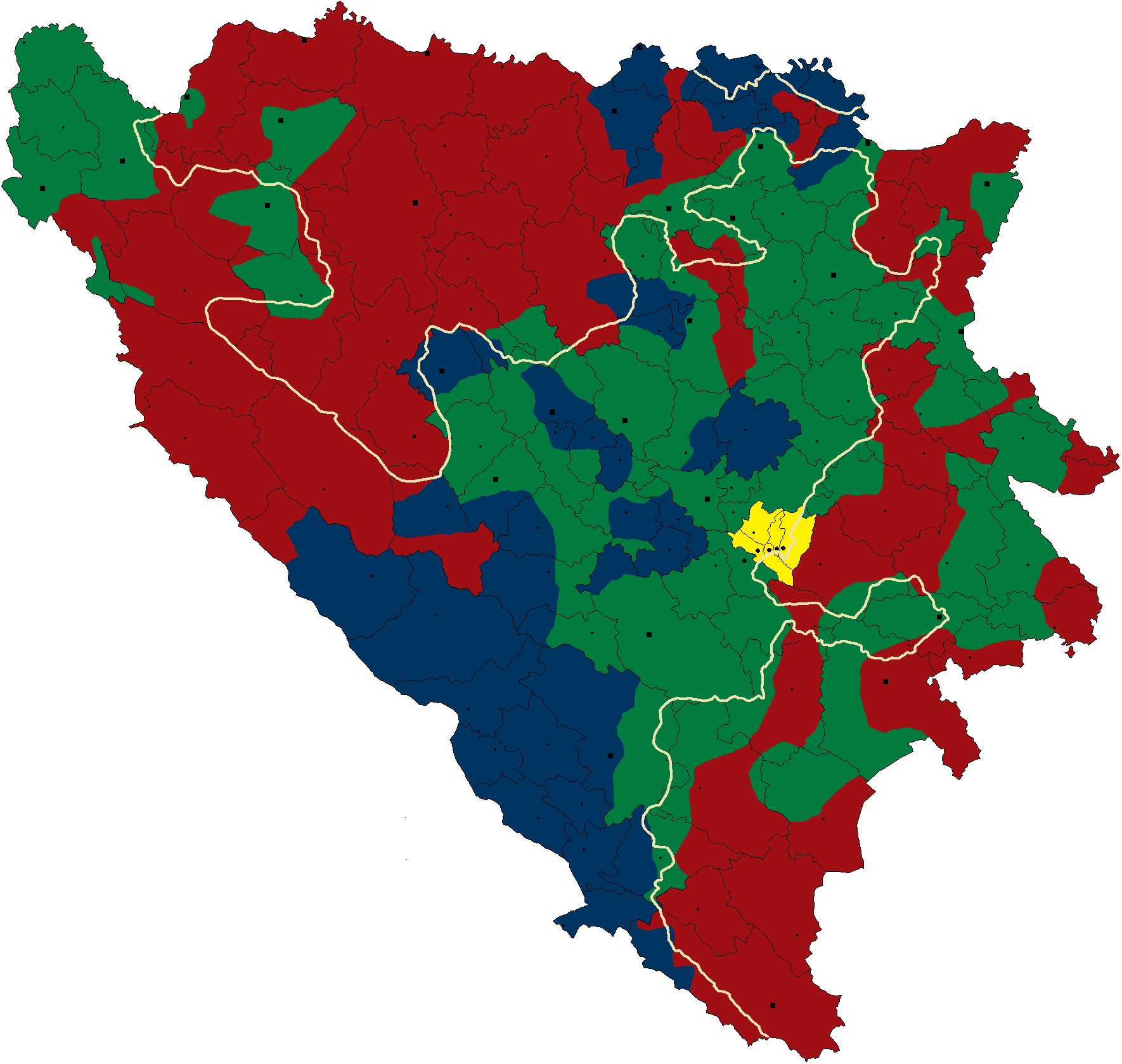
خطة كارينجتون-كويتيليرو للسلام (الأخضر: كانتونات البوسنة ، الأحمر: كانتونات صربية ، الأزرق: كانتونات كرواتية)

فما قيل لا يزال غامضًا وأنكر وارن زيمرمان أنه أخبر عزت بيغوفيتش إنه إذا سحب توقيعه فإن الولايات المتحدة ستعترف بالبوسنة كدولة مستقلة. ومما لا جدال فيه أن عزت بيغوفيتش سحب في اليوم نفسه توقيعه ونقض الاتفاق.

## خطة فانس -أوين للسلام
في أوائل يناير/كانون الثاني 1993 بدأ المبعوث الخاص للأمم المتحدة سايروس فانس وممثل المفوضية الأوروبية اللورد أوين التفاوض على اقتراح سلام مع زعماء الفصائل المتحاربة في البوسنة، وينطوي الاقتراح الذي أصبح يعرف باسم «خطة فانس -أوين للسلام»، على تقسيم البوسنة إلى عشر مناطق شبه مستقلة وحظي بتأييد الأمم المتحدة، ووقع رئيس جمهورية صربسكا رادوفان كاراد أوري إند على الخطة في 30 نيسان/أبريل. غير أن الجمعية الوطنية لجمهورية صربسكا رفضتها في 6 أيار/مايو  وأحالت فيما بعد إلى استفتاء، ورفض 96 في المائة من الناخبين الخطة، رغم أن الوسطاء أشاروا إلى الاستفتاء بأنه «خدعة»، في 18 حزيران/يونيه أعلن اللورد أوين أن الخطة «أُلغيت».
بالنظر إلى وتيرة حدوث الانقسام والتجزئة والتطهير العرقي، كانت الخطة قد عفا عليها الزمن بالفعل وقت إعلانها، وأصبح الاقتراح الأخير الذي يسعى إلى إنقاذ البوسنة والهرسك المختلطة الموحدة؛ أما المقترحات اللاحقة فقد أعيد إنفاذها أو تضمنت عناصر لتقسيم البوسنة والهرسك.
وفي 1 نيسان/أبريل أعلن سايروس فانس استقالته كمبعوث خاص للأمين العام للأمم المتحدة، وحل محله وزير الخارجية النرويجي ثورفالد ستولتنبرغ في 1 أيار/مايو.

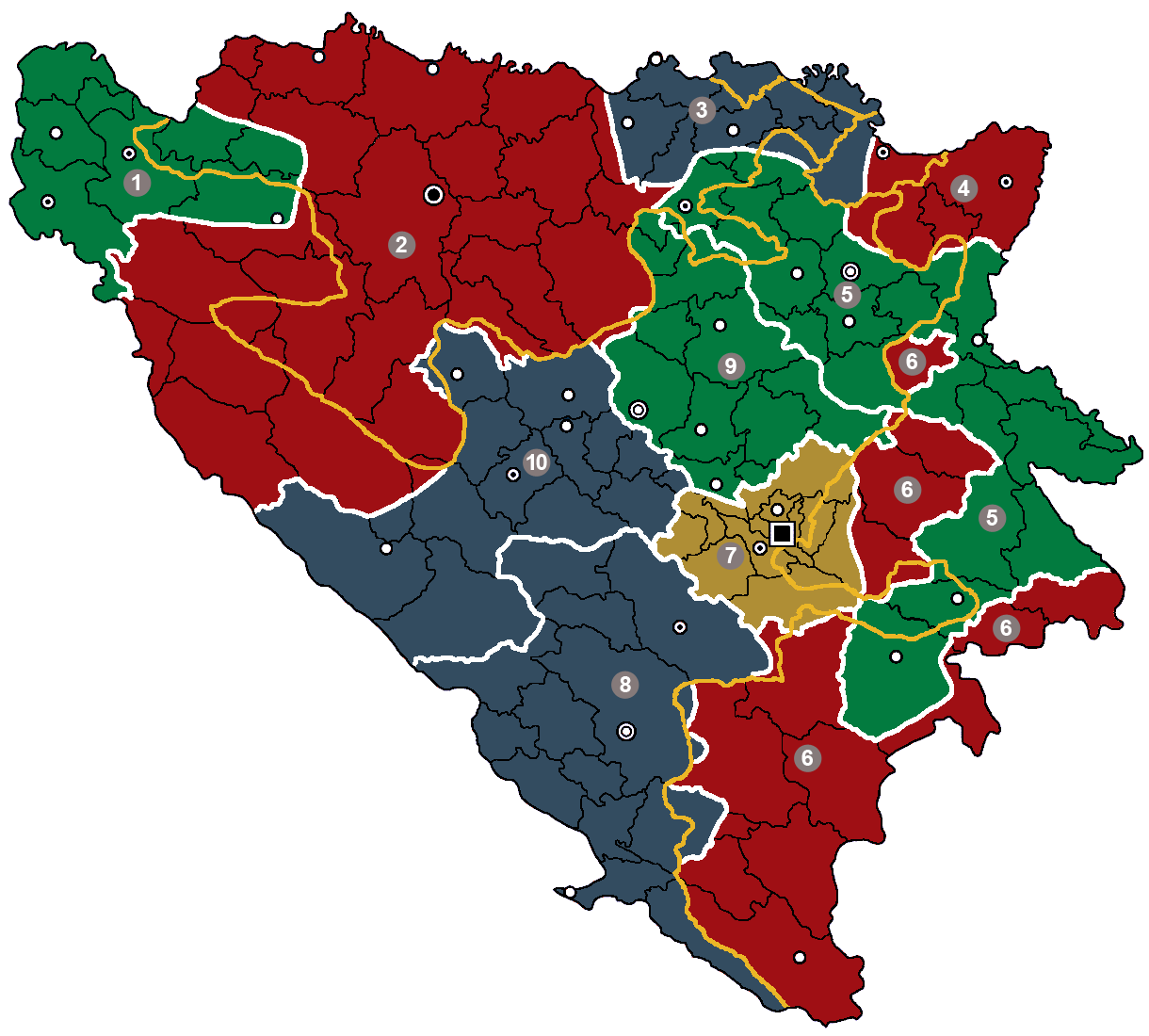
لنسخة الأولى من خطة فانس أوين ، والتي من شأنها أن أنشأت 10 (الأخضر: مقاطعات البوسنية، الأزرق: مقاطعة الكروات، الأحمر: مقاطعة صرب،الأصفر: مقاطعة سراييفو، الأصفر: دايتون اتفاق للحدود.

وكانت خطة فانس -أوين عبارة عن خريطة مرسومة بطريقة تقريبية، ولم تحدد المخطط النهائي للكانتونات العشرة، لأنها كانت معلقة بشأن المفاوضات النهائية بين المجموعات العرقية الثلاث.

## خطة أوين -ستولتنبرغ

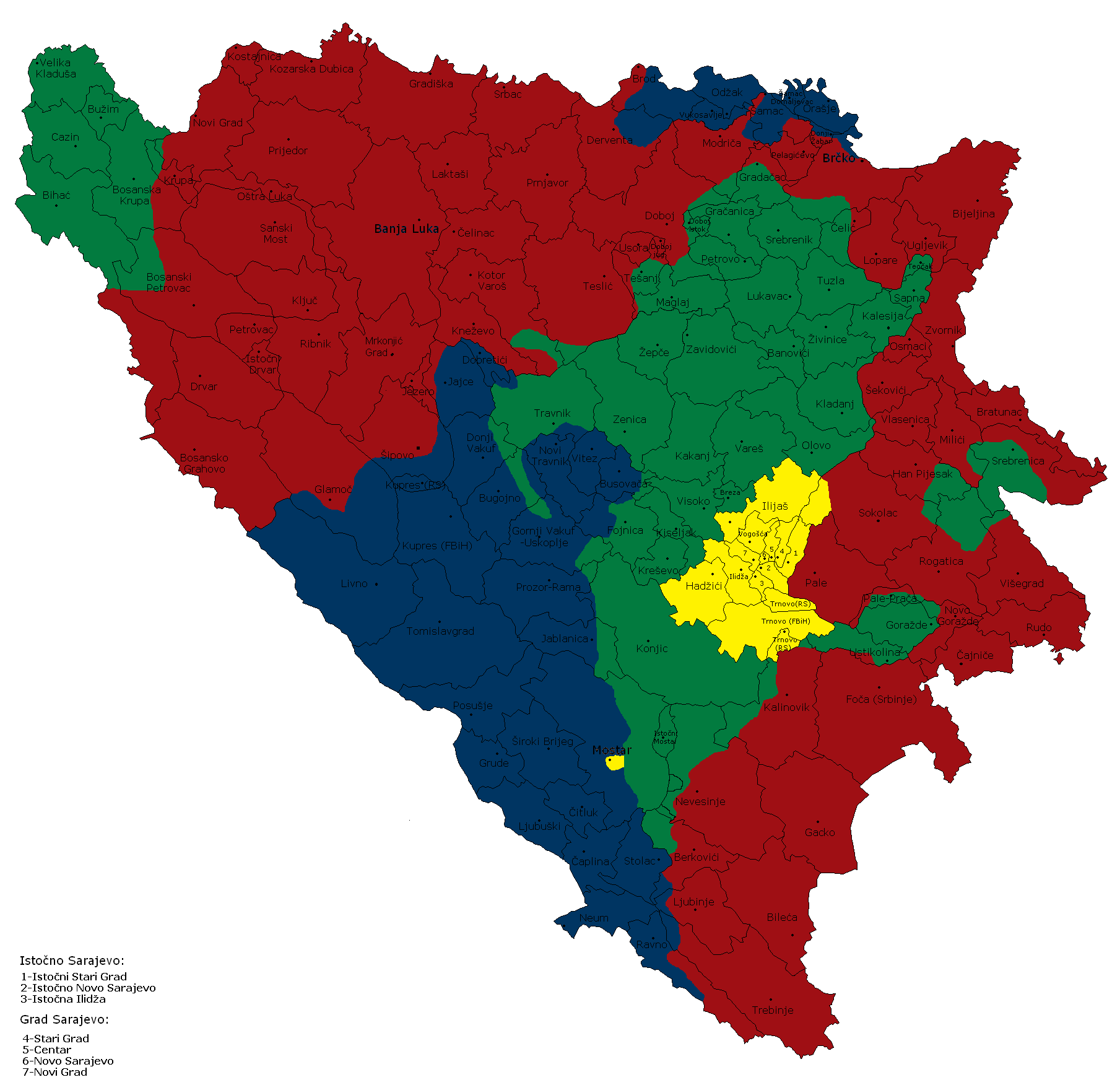
خطة أوين-ستولتنبرغ.

وفي أواخر تموز/يوليه دخل ممثلو الفصائل المتحاربة الثلاث في البوسنة والهرسك في جولة جديدة من المفاوضات. وفي 20 آب/أغسطس كشف وسطاء الأمم المتحدة ثورفالد ستولتنبرغ ودافيد أوين النقاب عن خريطة تقسم البوسنة إلى ثلاث ولايات عرقية صغيرة، يحصل فيها المسلمون على 52 في المائة من أراضي البوسنة والهرسك، ويحصل فيها كروات البوسنة والهرسك على 18 في المائة. وفي 29 آب/أغسطس 1993 رفض الجانب البوسني الخطة.

## خطة فريق الإتصال
وفيما بين شباط/فبراير وتشرين الأول/أكتوبر 1994، قام فريق الإتصال (الولايات المتحدة الأمريكية وروسيا، وفرنسا، وبريطانيا، وألمانيا) تقدمًا مطردًا نحو تسوية تفاوضية للصراع في البوسنة والهرسك، وكانت هذه الخطة تعرف بخطة فريق الاتصال، وقد مورس ضغط شديد على صرب البوسنة لقبول الخطة عندما فرضت جمهورية يوغوسلافيا الإتحادية حظرًا على نهر درينا، ورُفض أيضاً في استفتاء أجري في 28 آب/أغسطس 1994.
وخلال هذه الفترة إنتهت الحرب بين الكروات والبوسنيين كما حدث في آذار/مارس 1994، وقام الفصيلان بتسوية خلافاتهما في إتفاق واشنطن.

## خطط أخرى للجهات الفاعلة البوسنية
وكانت هناك أيضًا مقترحات من البوشناق والكروات والصرب لإعادة تنظيم البوسنة.
مع تزايد التوترات العرقية، أُعلن في 25 حزيران/يونيه 1991 عن أول مقترحات المسلمين، ودعت إلى إنشاء ثلاثة كيانات (مسلمة وصربية وكرواتية) يتألف كل منها من إقليمين أو ثلاثة أقاليم غير متصلة.

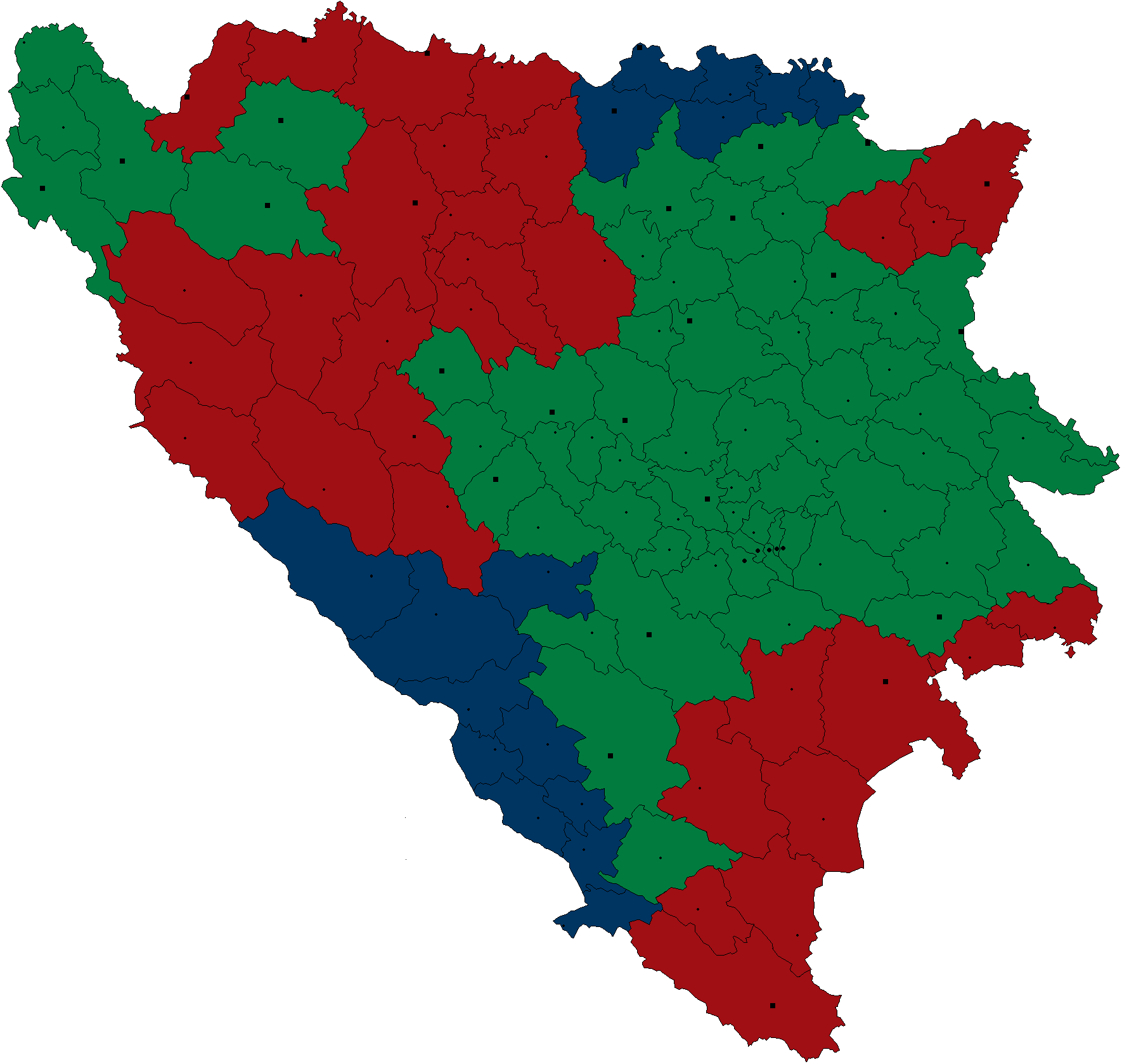
خريطة للمقترح الأول للبوسنة حول توحيد البوسنة والهرسك ، من 25 يونيو 1991.

وأُعلن في آب/أغسطس 1992 عن اقتراح مشترك آخر مقدم من الحزب البوسني للعمل الديمقراطي والاتحاد الديمقراطي الكرواتي للبوسنة والهرسك، ودعت إلى إنشاء 12 كانتناً للبوسنة والهرسك تتمتع بحقوق مستقلة.